# Henrik Hahr

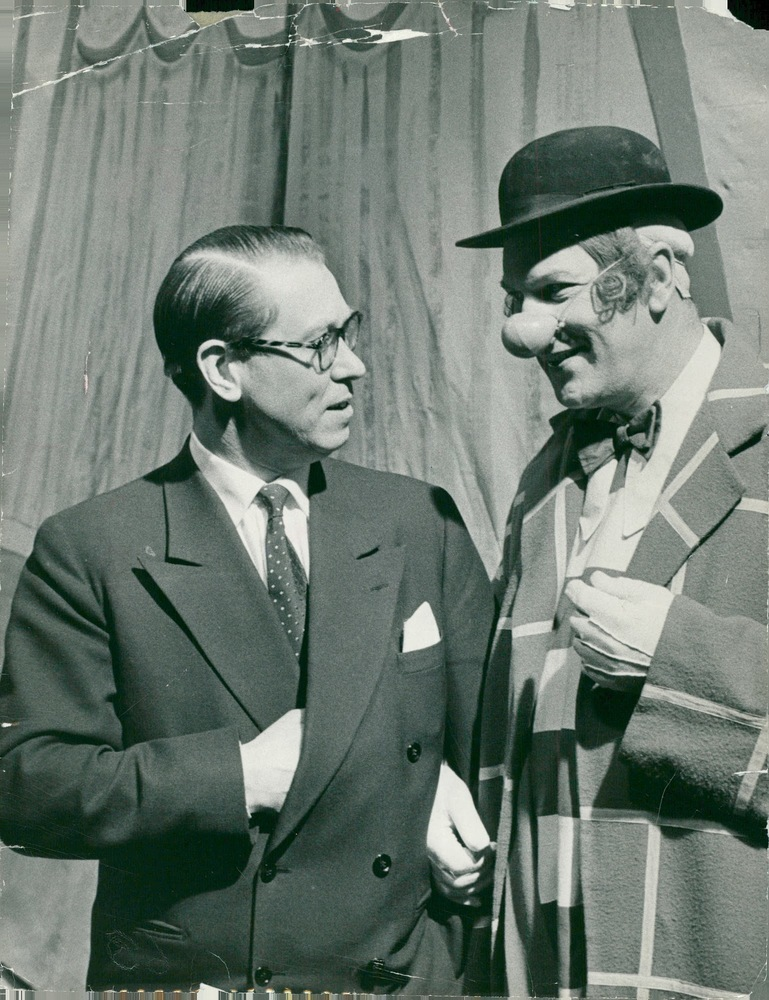
Henrik Hahr och programledaren Sigge Fürst (Sigges cirkus), januari 1957.

Henrik Adolf August Hahr, född den 10 januari 1911 i Lund, död den 25 november 1985 på Säterön i Gryts församling, var en svensk radioproducent.

## Biografi
Hahr var son till konsthistorikern, professor August Hahr. Han avlade en filosofie kandidatexamen vid Uppsala universitet 1932.
Hahr blev en av pionjärerna inom svensk radio och TV. Han var den svenska televisionens förste chef och under 1960-talets första år var han flitigt verksam i internationella radio- och tv-sammanhang. 
Han var en av instiftarna av EBU, Europeiska Radiounionen, med säte i Genève. Det var därför ingen överraskning att han 1964 enhälligt utsågs till verkställande direktör och generalsekreterare i EBU. Han var även en av grundarna av Prix Italia.
Vid Italiaprisets 35:e generalförsamling på Capri 1983 tilldelades han en för honom speciellt präglad guldmedalj, för sina insatser för radio- och TV-samarbete.

### Karriär
Henrik Hahr verkade som programledare och reporter vid Radiotjänst åren 1934 till 1938. Efter det var han utrikeskorrespondent för Svenska Dagbladet stationerad i London, Bryssel, Haag och Rom från 1938 till 1941. Hahr arbetade vid radions huvudredaktion 1941 till 1942 och sedan verkade han vid föredragsavdelningen fram till 1945. Han var chef på olika av radions avdelningar: 1945-1947 vid utlandssektionen, 1947-1950 vid centrala programavdelningen, vid aktualitetsavdelningen 1950 och vid TV:s övningsverksamhet 1955. Mellan 1956 och 1960 var han programdirektör vid Sveriges television för att sedan vara utrikeschef och direktör på kansliet för radio och TV 1960-1964. Efter det arbetade han vid Europeiska radiounionen åren 1964-1976.
Parallellt med sitt arbete hade han även vissa uppdrag. Hahr verkade som vice ordförande i Publicistklubben 1955-1958, var ledamot i nämnd för svensk språkvård 1956-1964 och styrelseledamot i Journalistinstitutet 1960-1964. Han var ordförande i Sveriges Radios kommitté för publikfrågor 1960-1964 samt ledamot av Europeiska Radiounionens administrativa råd 1961-1964. Hahr har även verkat som ledamot av Royal Society of Arts i London.

## Hedersbetygelser
- Riddare av Nordstjärneorden
- Riddare av Dannebrogen
- Riddare av Hederslegionen
- Kristian den X:s frihetsmedalj
- Kommendörstecknet av El Merito della Republica Italia